# 戰地風雲1942
《戰地風雲1942》是一款背景在第二次世界大戰的第一人稱射擊遊戲，由Digital Illusions CE（DICE）開發，並由美商藝電（EA）於2002年發布。遊戲具有對抗電腦的單人模式和多人線上連線。
遊戲中，玩家可以選擇五種兵種：偵察兵、突擊兵、反戰車兵、醫護兵和工兵。玩家同時可以使用各式二戰時期的載具，包括戰車、戰鬥機、轟炸機、驅逐艦、火砲、防禦設施、裝甲運兵車和防空武器等。每場戰鬥都發生在著名的二戰戰場，包括太平洋、東歐、西歐和北非四個戰區。遊戲中兩大對抗勢力為同盟國與軸心國，但國家隨著地圖地點而改變，在太平洋戰區中，同盟國為美國而軸心國為日本；在東歐、西歐、北非戰區中，同盟國分別為蘇聯、美國和英國，而軸心國皆為德國。

## 介紹
《戰地風雲1942》比起其他的第一人稱射擊遊戲更注重於團隊合作，除了擊殺敵軍以外，控制地圖上的據點也是非常重要的，當一名玩家進入搶點範圍內，經過一段時間該據點便會成為中立狀態，再過一段時間將會成為搶點方的據點。控制一個據點可以讓你的隊友重生，並且獲得載具。控制據點也可以減少敵方的「兵力值」。雖然遊戲缺乏重生保護，而且具有許多地圖和遊戲引擎上的漏洞，《戰地風雲1942》仍然是第一人稱射擊遊戲中第一股推動團隊合作的主要力量。
遊戲獲勝的方式有三種：
1. 一方的兵力值減至0，遊戲便算結束，仍有剩餘兵力值的一方獲勝。控制據點將會加快敵方兵力值減少的速度。
2. 一方失去所有重生點，而且該方所有玩家皆已死亡。
3. 遊戲時間結束，以兵力值剩餘多的一方獲勝。

地圖可分為攻守型的地圖和競爭型的地圖，攻守型的地圖由一方防守數個據點，而進攻方擁有一個不可搶的據點，透過控制防守方的據點來減少防守方的兵力值。而競爭型的地圖雙方都有一樣的條件，大部分地圖雙方各有一個不可搶的據點，作為主基地。但某些地圖雙方的主基地皆可被搶，最後導致某一方失去所有的據點而輸掉。具有不可搶據點的地圖則常常會有嚴重的「Camp」問題，指的是一方在基地外圍攻擊那些剛重生的敵人。

### 角色
玩家可以選擇軸心國和同盟國，軸心國包括德國以及日本，而同盟國則包括美國、英國及蘇聯。但無論玩家選擇哪一個國家，皆可選擇五種兵種，分別是偵察兵、突擊兵、反戰車兵、醫護兵和工兵，每個兵種都有他的強項和弱點。舉例來說，偵察兵擁有一把狙擊槍進行遠距離攻擊，並且能夠呼叫火砲支援，但缺乏近戰能力。突擊兵能夠快速的殲滅敵軍步兵，但懼怕戰車和轟炸機的轟炸。而反戰車兵則可以有效的對付戰車。

#### 侦察兵（Scout）
配备：匕首、手枪、狙击枪、手榴彈（3个）、望远镜
侦察兵，故名思义，在游戏中担任侦察任务。配备的狙击枪使侦察兵拥有最远的攻击距离，能够对敌方步兵造成很大杀伤。但《战地1942》中的狙击枪相对于其他FPS游戏更有难度，在你打开瞄准镜时会有2～3秒的呼吸浮动。所以，侦察兵一般只能在固定点进行伏击。并且，游戏中引入了子弹飞行时间这个量，在远距离射击时侦察兵需要进行估算子弹落点，这给侦察兵这个兵种增加了难度。此外为了让游戏更平衡，狙击枪威力稍弱于步枪。大大削弱了侦察兵的战斗能力，所以在网上作战时老手大都不选择侦察兵。
尽管如此，侦察兵仍发挥着巨大的作用，配备的望远镜可以用来为火砲指引，成为巨大的杀伤力。

#### 突击兵（Assault）
配備：匕首、手槍、輕機槍（德军为StG44突击步枪）、手榴彈
突击兵拥有比较强大的火力，常常能轻松消灭一大群敌人。因为缺乏反戰車武器，所以面对戰車也就常常无能为力。

#### 反戰車兵（Anti-Tank）
反戰車兵拥有火箭筒，是缺乏步兵保护的戰車的杀手。但装弹速度较慢，容易被敌人擊杀。此外，自卫能力差。因为除了火箭筒就只有手枪，所以容易被杀。
德军、日军：戰車杀手；美、苏、英：巴祖卡

#### 医护兵（Medic）
配备：刀、手枪、衝鋒槍、医疗包和手榴弹
类似突击兵，但火力比突击兵弱。有治疗自己和队友的能力

#### 工兵（Engineer）
拥有的槍械类似侦察兵的狙击枪，但有效瞄准距离比狙击枪近。他还配备扳手，可以用来修复各种交通工具例如戰車、飞机等等。此外，他也配有3枚炸弹，需用引爆器来引爆。能有效地摧毁戰車、装甲车……。除此之外，工兵也配备了地雷──当步兵、戰車等碰到地雷，它就会自动爆炸，达到杀伤人员的效果

## 遊戲開發
《戰地風雲1942》是以DICE先前的遊戲Codename Eagle作為範本來開發的，相對於Codename Eagle所使用的Refractor 1引擎，《戰地風雲1942》所使用的Refractor 2引擎提供更好的物理效果以及真實度。
由Aspyr Media所開發的麥金塔（Mac）版本《戰地風雲1942》在2004年上市。
但《戰地風雲1942》在武器裝備方面的設想不夠全面。有玩家指戰機擋抵槍彈的能力實在令人懷疑。官方模組中，單座戰機可以輕易被幾發機槍子彈擊落（即使沒有命中發動機），顯然傷害值計算不夠準確，導致玩家可以用衝鋒槍甚至手槍去擊落戰機。同時槍械種類不多，而且不準確。例如《戰地風雲1942》剛推出時，遊戲中日軍的突擊兵竟然手持StG44突擊步槍；而即使更新至1.6b最新版本，日軍狙擊手用的是德國Kar98k步槍，美軍狙擊手用的是英國恩菲爾德步槍等。
另外，武器所出現的時間亦不準確。例如在北非的托布魯克戰役中出現了同期1942年6月才被研制出的虎式戰車；1943年才被研製，1944年7月才大規模生產的StG44突擊步槍亦在1942年的場景中出現等等。

## 資料片
《戰地風雲1942》有兩個資料片，分別是《羅馬之路》（The Road To Rome）和《秘密武器》（Secret Weapons Of WWII）。資料片各新增了數種載具和地圖，資料片《羅馬之路》主要集中在義大利的戰鬥，玩家可以扮演法國或是義大利軍隊。而秘密武器則具有二戰時研發的實驗性武器。資料片中也帶有更新和Bug的修正。

## 發行歷程
- 2002年7月19日，《戰地風雲1942》單人遊戲試玩版釋出。
- 2002年8月16日，《戰地風雲1942》多人遊戲試玩版釋出。（包含地圖威克島）
- 2002年9月10日，《戰地風雲1942》正式版開始販售。
- 2003年，第六屆Interactive Achievement Awards頒給《戰地風雲1942》四項獎項：
  - "Online Gameplay"
  - "Innovation in PC Gaming"
  - "PC Game of the Year"
  - "Game of the Year"
- 2003年2月2日，資料片《羅馬之路》釋出。（在华是2004年1月13日上市[15]）
- 2003年8月8日，資料片《秘密武器》試玩版釋出。
- 2003年9月4日，資料片《秘密武器》正式版釋出。
- 2003年10月10日，遊戲已售出200萬份。
- 2004年3月15日，遊戲已售出300萬份；續集《戰地風雲：越南》釋出。
- 2004年6月28日，Aspyr釋出麥金塔版本《戰地風雲1942》。
- 2012年11月6日，慶祝《戰地風雲1942》10周年，免費釋出完整版。

## 模組開發
《戰地風雲1942》因為其良好的模組開發環境衍伸出了相當多由玩家自製的模組，其中知名的包括：
- Desert Combat：《戰地風雲1942》的兩大模組之一，由Trauma Studios製作，是FilePlanet Best Mod of 2003 比賽的優勝者。遊戲背景在一個中東，美國和伊拉克對抗的戰爭白熱化的區域。接著模組開發團隊Trauma Studios被《戰地風雲1942》的開發小組DICE買下並致力於其他遊戲的開發。
  - DC Extended：Desert Combat的延伸模組。
  - DC Realism：Desert Combat的延伸模組，以真實為主軸。
- Forgotten Hope：《戰地風雲1942》兩大模組之一，以模擬二次世界大戰真實為主軸的模組，加入北歐戰場為主。
- Galactic Conquest：背景為星際大戰的模組。
- Empires：在遊戲中模擬即時戰略的模組。
- Sengoku：模擬日本戰國時期的模組。
- Pirates：以海盜為主題的模組。
- Interstate1982：暴力賽車模組。
- Siege：中古世紀攻城的模組。
- Battlefield1918：一次世界大戰的模組。
- EVE OF DESTRUCTION：以越戰時期為主題的模組。
- Battle Group42：与Forgotten Hope模组相似，以二战为背景，加入中國戰區與東南亞戰區，並加入中日與蘇日未正式宣戰的戰役。

## 免費版本
EA於2012年11月6日正式公告，《戰地風雲1942》配合慶祝10周年，即日起改為免費。但是免费版本与之前发售的版本并不能联网对战。

## 外部連結
- 互联网电影数据库（IMDb）上《戰地風雲1942》的资料（英文）
- 戰地秘境 （页面存档备份，存于） - 戰地風雲中文資訊網